# Am Rüdesheimer Schloß steht eine Linde
Am Rüdesheimer Schloß steht eine Linde ist eine 1927 entstandene, deutsche Stummfilmromanze von Johannes Guter mit Werner Fuetterer, Vera Schmiterlöw und dem Detektivfilm-Altstar Alwin Neuss in den Hauptrollen.

## Handlung
Christl, die ebenso hübsche wie blonde Tochter des alten Schmiedemeister Wangen, und der junge, fesche Student Fritz von Hohenstein, haben sich ineinander verliebt. Beide erleben am Rheinufer eine unbeschwerte, glückliche Zeit. Dies passt dem Gerichtssekretär Ensser, einer verkniffen-mausgrauen, dürren und ziemlich widerlichen Type, überhaupt nicht ins Konzept. Denn der verschlagene Beamte hat selbst ein Auge auf die ansehnliche Blondine geworfen. Als er um ihre Hand anhält, gibt Christl ihm augenblicklich einen Korb. Um sich an ihr zu rächen und zugleich eine Zukunft mit Fritz zu verbauen, wühlt er in den Akten eines längst abgeschlossenen Mordfalles: Damals stand Christls Vater, der Schmiedemeister Wangen, vor Gericht. Ihm wurde vorgeworfen, Fritzens Vater erschlagen zu haben. Wangen war am leblosen Körper des Ermordeten aufgefunden und daraufhin verhaftet worden. Es kam zum Prozess, doch der wahre Täter stellte sich bald darauf. Ensser läuft also mit seiner geplanten Intrige ins Leere und schmiedet dadurch Christl und Fritz nur noch enger zusammen.
Inzwischen ist auch daheim bei Hohensteins Krisenstimmung angesagt, das kleine Adelshaus ist so gut wie pleite, und es wird erwartet, dass Fritz eine pekuniär betuchte Frau ehelicht. Mutter Hohenstein hat den Gläubiger Ottokar Kalkreuth im Genick, und der möchte, zwecks gesellschaftlichen Aufstiegs, Fritz gern mit seiner blutjungen Tochter Else verheiratet sehen. Dann, so sagt er, wäre er bereit, die finanzielle Angelegenheit zwischen beiden Familien auf gütlichem Wege zu regeln. Schweren Herzens willigt der heimgekehrte Fritz in die arrangierte Ehe ein, einzig aus dem Grund, seiner Mutter zu helfen. Eines Tages kommt Christls Vater vorgefahren und bittet Fritz, unbedingt mit ihm zukommen, denn seine Tochter, die sich seit Fritzens Abschied durch jeden Tag heult, sei mit den Nerven am Ende und vor lauter Liebeskummer todkrank. Fritz lässt nun alles hinter sich, denn er weiß, dass sein Herz immer nur Christl gehören wird. Else gibt ihn daraufhin in ihrer Großmut frei. Und so finden sich die beiden Liebesleute am titelgebenden Rüdesheimer Schloss unter einer Linde wieder und sinken einander in die Arme.

## Produktionsnotizen
Am Rüdesheimer Schloß steht eine Linde entstand im Juli/August 1927 in den UFA-Studios, passierte die Zensur am 18. November desselben Jahres und wurde am 9. Februar 1928 im Rahmen einer Presseaufführung erstmals der Öffentlichkeit gezeigt. Der für die Jugend freigegebene Siebenakter besaß eine Länge von 2665 Meter.

## Kritik
Das Kino-Journal resümierte: „Ein altes Thema und immer wieder neu; jugendfrohe, lustige Studenten und in ihrer Mitte ein blondes Mädel. Die alte Burschenlieblichkeit mit ihren unsterblichen Liedern, die mit Donnerstimme über den Rhein klingen. (…) Dieser Film hätte keinen besseren Hintergrund als die rheinische Landschaft und keine besseren Darsteller finden können.“